# Nordwind (Schiff, 1945)
Die Nordwind ist ein zum Seemannschaftsschulboot umgebauter Kriegsfischkutter. Er war von 1951 bis 2006 für den Seegrenzschutz, die Bundesmarine und die Deutsche Marine im Dienst. Seit November 2008 wird die Nordwind als Traditionssegler vom Deutschen Marinemuseum betrieben.

## Geschichte

### 1945 bis 1956
Die Nordwind gehört zur Serie Nord, einem Nachkriegsentwurf der Burmester Werft mit einem neuen Generalplan als Fischkutter, nur einem Ruderhaus als Decksaufbau und einer Besegelung in Form einer einfachen Ketschtakelung. Anstelle der sonst üblichen Nadelhölzer wurde die Serie Nord mit Eichenholz beplankt. Die Nordwind wurde noch 1945 mit der Baunummer 2893 auf Kiel gelegt, erst 1948 vollendet und erhielt das Fischereikennzeichen BX 356. Sie wurde dann aber nicht mehr für die Fischerei eingesetzt.
Der Seegrenzschutz hat die Nordwind 1951 erworben und zum Segelschulboot umbauen lassen. Am 22. November 1951 wurde sie für die Schulflottille in Cuxhaven in Dienst gestellt. Weil keine anderen Einheiten zur Verfügung standen, wurde die Nordwind gleich von Beginn an auch für protokollarische Zwecke eingesetzt. So nutzte Bundespräsident Theodor Heuss das Schiff 1953 als Repräsentationsplattform während der Kieler Woche.

### 1956 bis 2006
Nach der Aufstellung der Bundesmarine im Januar 1956 war die Nordwind eine der ersten Einheiten, die vom Seegrenzschutz übergeben wurde. Die Indienststellung für das Schulgeschwader Ostsee erfolgte am 1. Juli 1956. Nach der Auflösung des Schulgeschwaders wurde die Nordwind im Oktober 1958 der Marineschule Mürwik unterstellt. Zwischen 1969 und 1972 war sie in den Wintermonaten außer Dienst gestellt und aufgelegt.
Nachdem die Nordwind in den ersten Jahren militärisch besetzt war, erhielt sie bei der Wiederindienststellung am 24. Mai 1972 eine zivile Stammbesatzung. Obwohl die Nordwind weiter als Küstenwachboot der Klasse 368 geführt wurde, war sie hauptsächlich als Seemannschaftsschulboot für Offizieranwärter und Unteroffizierschüler eingesetzt. Daneben war sie regelmäßig als Repräsentationsplattform bei maritimen Großveranstaltungen an der deutschen Küste im Einsatz.
Trotz einer gründlichen Werftüberholung und größeren Modernisierung Anfang der 2000er Jahre musste die Nordwind auf Druck des Bundesrechnungshofs am 15. Dezember 2006, und damit vier Jahre früher als geplant, im Marinearsenal Wilhelmshaven außer Dienst gestellt werden.

### Seit 2007
Obwohl zwischen der Deutschen Marine und dem Militärgeschichtlichen Forschungsamt Einvernehmen darüber bestand, die Nordwind als Museumsschiff zu erhalten, ließen die Bedenken des Bundesrechnungshofs nach längerer Prüfung nur die Veräußerung des Schiffes über die Vebeg zu. Das Deutsche Marinemuseum, das sich zuvor bereits für die Verwaltung der Nordwind als Museumsschiff angeboten hatte, konnte mit Hilfe privater Spenden bei der Versteigerung am 15. Oktober 2008 den Zuschlag erhalten. Am 6. November 2008 wurde die Nordwind an das Museum übergeben.
Die Nordwind wird seitdem vom Deutschen Marinemuseum als Traditionssegler unterhalten. Mit einer ehrenamtlichen Besatzung werden Tagesfahrten mit bis zu 35 Gästen unternommen. Für mehrtägige Touren stehen acht Gästekojen und zwei Notkojen zur Verfügung. Die Nordwind besucht weiterhin regelmäßig maritime Veranstaltungen und wurde Anfang September 2015 erstmals auch wieder als Ausbildungsschiff eingesetzt.